# Römische Rossstirn
Die Römische Rossstirn ist ein Bestandteil einer römischen Rüstung für Pferde.

## Beschreibung
Die  römische Rossstirn besteht in der Regel aus Bronzeblech. Sie bestehen aus drei Teilen, die mit Scharnieren untereinander verbunden und haben bei manchen Versionen Augenschützer (Augenbuckel)  die halbkugel- oder nierenförmig ausgearbeitet sind und einen gitterförmigen Aufbau besitzen. Die Rossstirn besitzt eine zentrale Platte die auf der Oberseite des Pferdekopfes aufliegt. Diese ist am Oberkopf breiter und wird zu den Nüstern hin schmaler. An jeder Seite ist je eine Platte angebracht, die auf den Wangen des Pferdes aufliegen und diese schützen sollen. Die Oberflächen sind mit Treibarbeiten verziert. Dargestellt sind Tiere, Menschen, Sagen- und Götterfiguren sowie zierende Ornamente. Die Hauptfigur ist dabei auf der Mittelplatte ausgearbeitet, während die Seitenplatten schmückendes Beiwerk enthalten.
Die Treibarbeiten sind sehr fein und kunstvoll ausgeführt. Man vermutet, dass derartige Rossstirne ausschließlich als Paraderüstungen dienten und nicht für den Einsatz in bewaffneten Konflikten benutzt wurden. Es wurden bei den Grabungen in Kinzig und Regensburg zwei verschiedene Versionen gefunden, die sich in ihrer Bauart unterscheiden. Die erste Version deckt die Stirn, die Augen und die Wangen des Pferdes ab. Die zweite Version bedeckt nur die Stirn und den Seitenbereich oberhalb der Augen. Die Augen und die Wangen sind ungeschützt. 
Mehrere dieser Rossstirnen wurden in Deutschland bei Grabungen gefunden. So im ehemaligen römischen Kastell Künzing, dem römischen Quintana sowie als Teil von  Hortfunden aus den Kastellen Straubing (Sorviodurum) und Eining.